# Vladimir Ivanovitch Voronine
Pour les articles homonymes, voir Voronine.
Vladimir Ivanovitch Voronine (en russe : Владимир Иванович Воронин) est un capitaine de la Marine soviétique, né le 17 octobre 1890 à Soumski Possad (Carélie) et décédé le 18 octobre 1952. Il commanda en 1932 le brise-glace Aleksandr Sibiriakov, qui franchit le premier la route maritime du Nord sans escale et sans hivernage.

## L'expédition duSibiriakov
Le Sibiriakov appareilla du port d'Arkhangelsk le 28 juin 1932, traversa la mer de Kara et emprunta une route encore inexplorée, qui contournait par le nord la terre du Nord jusqu'à la mer des Laptev. En septembre, l'arbre d'hélice se brisa  et le brise-glace dériva pendant 11 jours. Toutefois, le Sibiriakov utilisa ses voiles et atteignit le détroit de Béring en octobre. Il arriva dans le port japonais de Yokohama au bout de 65 jours, ayant parcouru plus de 2 500 milles dans les mers arctiques. Ce périple fut considéré comme un véritable exploit des marins polaires soviétiques. À leur retour, le chef de l'expédition, Otto Schmidt, et le capitaine Vladimir Voronine furent comblés d'honneurs.
Cette expédition était organisée par l'Institut de l'Arctique soviétique (aujourd'hui Institut de recherche sur l'Arctique et l'Antarctique de Saint-Pétersbourg)

## L'expédition duTcheliouskine
En 1933-1934, Voronine commanda un autre brise-glace au cours d'une expédition spectaculaire mais moins heureuse. En juillet 1933, le Tcheliouskine appareilla de Leningrad en présence d'une foule nombreuse. En septembre, le brise-glace fut immobilisé par la banquise dans la mer des Tchouktches, près de l'île Koliouchine. L'équipage travailla d'arrache-pied pour libérer le navire de la glace qui le retenait et il y réussit au bout d'une semaine. Mais le navire fut à nouveau pris et dériva avec la banquise en direction du détroit de Béring. Fin novembre, il devenait évident que le Tcheliouskine ne se libèrerait pas de la banquise et qu'il devrait hiverner dans la mer des Tchouktches. Finalement, le navire, coincé entre de gros blocs de glace menaçait de sombrer. Le capitaine Voronine ordonna alors à l'équipage de décharger l'équipement du navire et d'établir un campement sur la banquise. Mais des fissures apparurent dans la glace sous les tentes, obligeant l'équipage à regagner le navire. Le Tcheliouskine dériva pendant les deux mois suivants dans la mer des Tchouktches, à l'est de l'île Wrangel.
Finalement, une pression croissante entraîna des craquements dans la coque et finalement celle-ci fut percée par la glace. Voronine et Otto Schmidt, les passagers et l'équipage réussirent à descendre sur la glace avant que le Tcheliouskine ne coule, près de l'île Koliouchine. Un seul membre de l'équipage périt, entraîné avec le navire. Un campement fut établi sur la banquise, nommé Camp Schmidt. L'équipage établit un contact radio avec le village de Ouelen, sur la péninsule Tchouktche et demanda du secours. Au cours d'une opération de sauvetage spectaculaire, le pilote Anatoli Liapidevski repéra le Camp Schmidt. Son avion put atterrir sur la glace et il ramena à Ouelen les femmes et les enfants. Les autres passagers et l'équipage du Tcheliouskine furent secourus plus tard et transportés par avion au cap Vankarem, sur la péninsule Tchouktche. En raison des conditions météorologiques, le sauvetage par voie aérienne dura un mois. Un autre pilote, Mikhaïl Vodopianov, s'illustra au cours de cette opération.

## Carrière ultérieure
Pendant la Seconde Guerre mondiale, Vladimir Voronine fut responsable de nombreux voyages sur la route maritime du Nord.
Le 10 octobre 1952, Voronine fut victime d'une crise cardiaque à bord du brise-glace Iossif Staline, dans la mer des Laptev. Le navire fut dirigé vers Dikson, mais à son arrivée, Voronine était déjà décédé.

## Mémoire
Un petit groupe d'îles en mer de Kara fut nommé en l'honneur de ce capitaine soviétique et explorateur de l'océan Arctique. Une particularité géologique du bassin de l'océan Arctique porte également son nom : la fosse Voronine, située à 290 km de l'archipel François-Joseph et profonde de 450 m.